# Jean Jouvenet

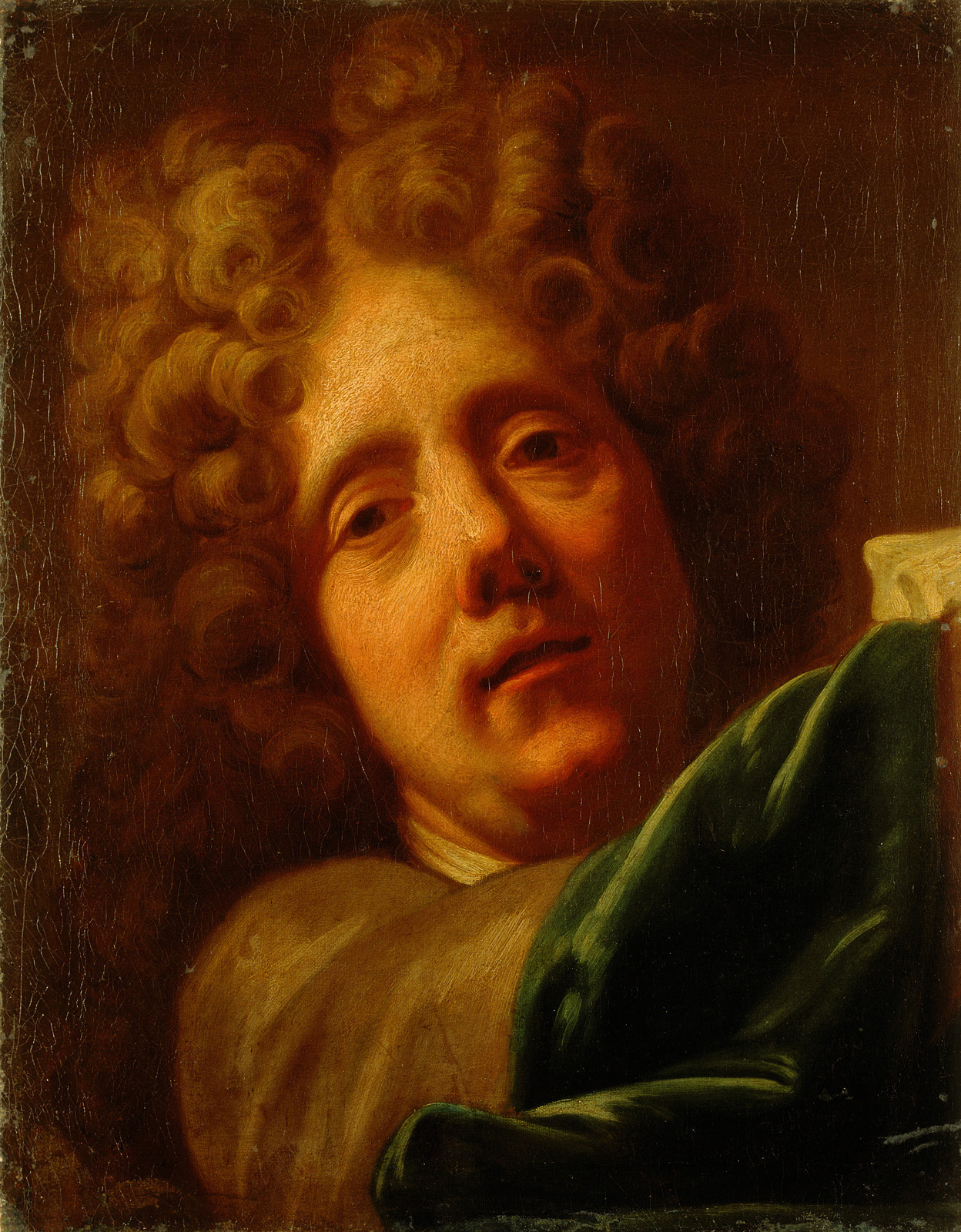
Jean Jouvenet, självporträtt

Jean Jouvenet, född 1644 i Rouen, död 5 april 1717 i Paris, var en fransk målare.
Han var son till en målare och skickades vid 17 år till Paris för att där hos flera mästare lära faderns konst. Hans första tavla var Mose, som slår vatten ur klippan, målad i Gespard Poussins maner. Sedan utförde han för Charles Le Brun arbeten i Versailles och 1668 fick Jouvenet i uppdrag att måla en votivtavla. Efter att han hade vunnit flera pris i franska konstakademien blev han ledamot av densamma 1672 och 1707 en av dess högsta styresmän. Till hans främsta arbeten hör fyra stora tavlor, målade 1706 för kyrkan S:t Martin-des-Champs och nu befintliga i Louvren. Dessutom hade Jouvenet många stora uppdrag av Ludvig XIV. En sjukdom hindrade Jouvenet att göra en påtänkt resa till Italien. Dessutom fick han 1713 en slaganfall i högra sidan, vilket förlamade handen, men han lärde sig på gamla dagar att måla med vänster hand, och så utförde han sitt sista arbete, en tavla framställande Marias besök hos Elisabet, känd under namnet Magnificat, bestämd för Notre-Dame i Paris.

## Verk (urval)
- Det stora fiskafänget, Lasarus' uppväckande
- Jesus driver säljarna ur templet
- Gästabudet hos Simon
- Nedtagandet från korset